# Stadionul Azadi
Stadionul Azadi este al patrulea stadion ca capacitate din lume. Are 100.000 de locuri. Se află în Teheran, Iran. Pe acest stadion joacă echipa națională de fotbal a Iranului dar și „Persepolis Teheran”.